# Otto Jaekel

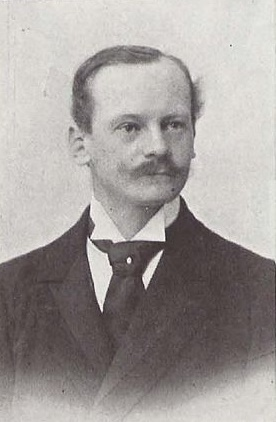
Otto Jaekel (1901)

Otto Max Johannes Jaekel (* 21. Februar 1863 in Neusalz an der Oder; † 6. März 1929 in Peking) war ein deutscher Geologe und Paläontologe.

## Leben
Otto Jaekel wurde in Neusalz an der Oder im Landkreis Freystadt i. Niederschles. als Sohn eines Kgl. Bauinspektors geboren. Er besuchte das Gymnasium in Glogau und die Ritterakademie (Liegnitz). Nach dem Abitur immatrikulierte er sich an der Schlesischen Friedrich-Wilhelms-Universität. Am 21. April 1883 renoncierte er im Corps Lusatia Breslau. Am 18. Dezember 1883 recipiert, wurde er am 22. April 1885 wohl studienhalber auf eigenen Antrag ohne Band entlassen, um an der Ludwig-Maximilians-Universität München Naturwissenschaften weiter zu studieren. Mit einer Doktorarbeit bei Karl Alfred von Zittel wurde er 1886 zum Dr. phil. promoviert. Das Lausitzerband erhielt er am 10. Februar 1887 zurück.
1887–1889 war er Assistent von Ernst Wilhelm Benecke am Geologisch-Paläontologischen Institut der Kaiser-Wilhelms-Universität Straßburg. 1890 habilitierte er sich an der Friedrich-Wilhelms-Universität zu Berlin. 1891 wurde er Kustos vom Geologisch-Paläontologischen Museum der Friedrich-Wilhelms-Universität, einem Teil vom Museum für Naturkunde (Berlin). Geleitet wurde das Geologisch-Paläontologische Museum seit 1898 von Wilhelm von Branca, mit dem Jaekel nicht zurechtkam. Jaekels 1903 bevorstehender Wechsel an die Universität Wien zerschlug sich. 
Als Nachfolger von Wilhelm Deecke wurde er 1906 Professor an der Königlichen Universität zu Greifswald. Mit seiner Berufung wurde das bisherige Mineralogische Institut in Greifswald zum Geologisch-mineralogischen Institut umprofiliert. Im Jahre 1908 eröffnete Jaekel die Pommersche Geologische Landessammlung, die nachmalige Geologische Landessammlung von Mecklenburg-Vorpommern. Jaekel befasste sich mit der geologischen Erforschung der pommerschen Küste, mit Ausgrabungen von Panzerfischen bei Bad Wildungen und mit Ausgrabungen von Dinosauriern bei Halberstadt. 
Nach seiner Emeritierung in Greifswald nahm Jaekel 1928 einen Lehrauftrag der Sun-Yat-sen-Universität (Guangdong) an. Doch bereits im März 1929 erkrankte er beim Besuch einer geologischen Tagung in Peking an einer Lungenentzündung, der er mit 66 Jahren im Deutschen Hospital erlag.

### Bedeutung
Jaekels Hauptarbeitsgebiet waren die fossilen Vertebrata. 27 seiner Publikationen behandelten die Echinodermata. Jaekelopterus, eine Gattung der Seeskorpione, wurde nach ihm benannt. Die Paläontologische Gesellschaft wurde 1912 auf seine Initiative gegründet, er war ihr erster Präsident und wurde 1928 ihr Otto Jaekel. In den Sammlungen der Universität Greifswald haben sich einige Zeichnungen und Gemälde Jaekels zu Natur- und Landschaftsmotiven erhalten. Im Reserve-Infanterie-Regiment Nr. 210 war er Hauptmann. Der Sohn Fritz Jaekel (1902–1981) war Kammergerichtsrat und wissenschaftlicher Hilfsarbeiter im Reichsjustizministerium, zuletzt Rechtsanwalt in Hamburg-Blankenese.

### Ehrungen

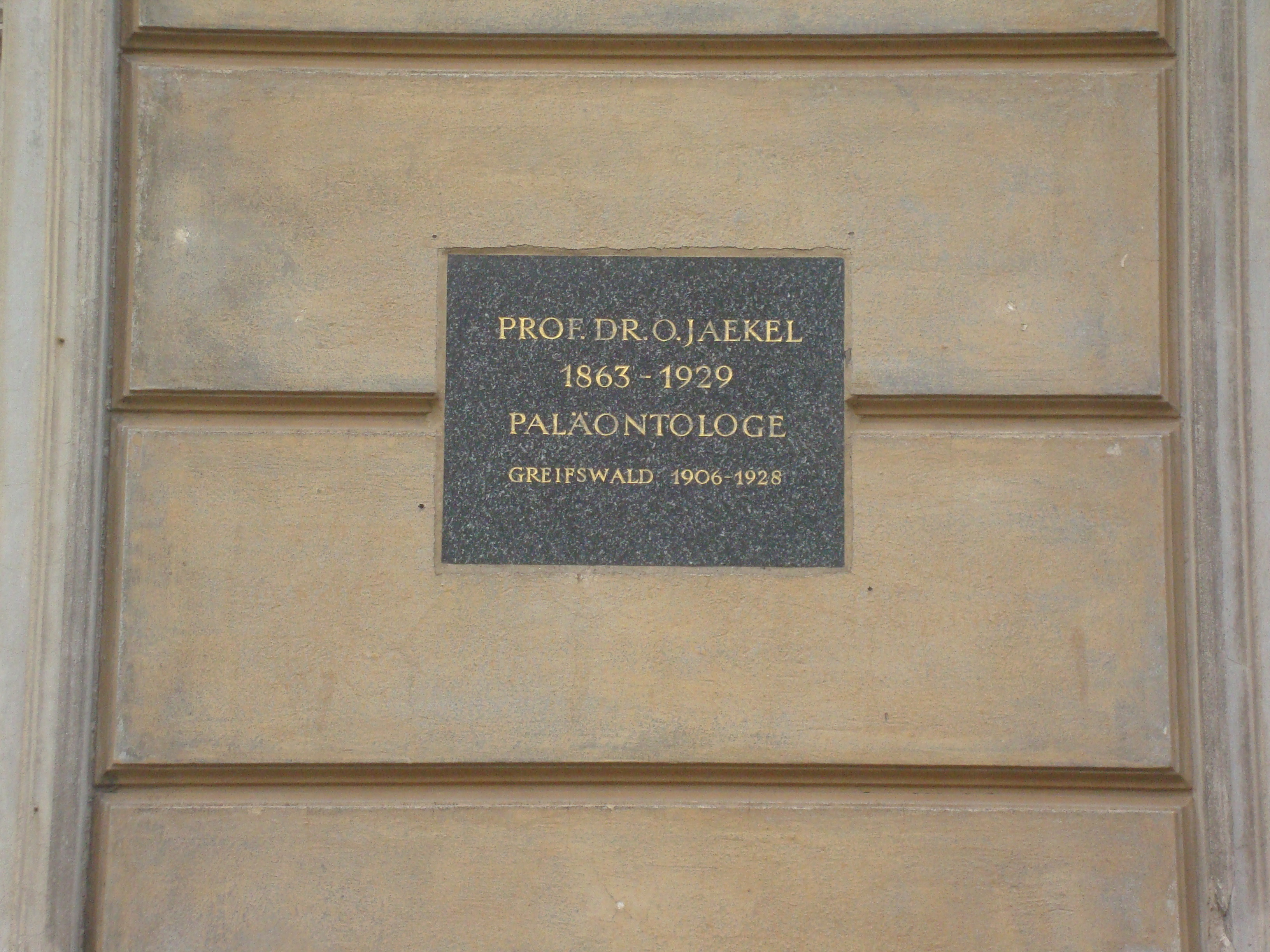
Gedenktafel für Otto Jaekel in der Bahnhofstraße 46/47 in Greifswald

Jaekel wurde 1899 in die Deutsche Akademie der Naturforscher Leopoldina gewählt. Ab 1911 war er korrespondierendes Mitglied der Russischen Akademie der Wissenschaften in Sankt Petersburg. Jaekel wurde 1904 mit dem russischen Sankt-Annen-Orden 4. Klasse, 1913 mit dem Roten Adlerorden 4. Klasse und 1916 mit dem Titel Geheimer Regierungsrat ausgezeichnet. Das Corps Guestfalia Greifswald verlieh ihm am 22. Juli 1922 die Corpsschleife.

## Veröffentlichungen (Auswahl)
Siehe auch Publikationsliste.
- Ueber einen Ceratiten aus dem Schaumkalk von Rüdersdorf und über gewisse als Haftring gedeutete Eindrücke bei Cephalopoden. In: Neues Jahrbuch für Mineralogie, Geologie und Paläontologie, Jahrgang 1889, II. Band, Stuttgart 1889, 19–31, Tafel I.
- Die Selachier aus dem oberen Muschelkalk Lothringens. Abhandlungen zur Geologischen Specialkarte von Elsass-Lothringen, Band 3, Heft 4, Strassburg 1889, 273–332.
- Herr Otto Jaekel sprach über Hybodus AG.. Sitzungsberichte der Gesellschaft Naturforschender Freunde zu Berlin, Berlin 1898, S. 135–143.
- Stammesgeschichte der Pelmatozoen. Erster Band: Thecoidea und Cystoidea. Julius Springer, Berlin 1899.
- Ueber einen neuen Chitoniden, Trachypleura, n. g., aus dem Muschelkalk von Rüdersdorf.  Zeitschrift der Deutschen Geologischen Gesellschaft, 52, C. Verhandlungen, Berlin 1900, 9–16.
- Ueber Placochelys n. g. und ihre Bedeutung für die Stammesgeschichte der Schildkröten. In: Neues Jahrbuch für Mineralogie, Geologie und Paläontologie, Jahrgang 1902, I. Band, Stuttgart 1902, 127–144, Tafel II.
- Ueber verschiedene Wege phylogenetischer Entwickelung. Gustav Fischer, Jena 1902.
- Über ein neues Reptil aus dem Buntsandstein der Eifel. Zeitschrift der Deutschen Geologischen Gesellschaft 56 (1904), S. 90–94.
- K. A. v. Zittel. Der Altmeister der Paläontologie. Gustav Fischer, Jena 1904
- Über den Schädelbau der Nothosauriden. Sitzungsberichte der Gesellschaft Naturforschender Freunde zu Berlin, Berlin 1905, S. 60–84.
- Placochelys placodonta aus der Obertrias des Bakony. Budapest 1907 (Archive)
- Über das System der Reptilien. Zoologischer Anzeiger 35 (1910), S. 324–341.
- Die Wirbeltiere: eine Übersicht über die fossilen und lebenden Formen. Berlin: G. Borntraeger, 1911.
- Die natürlichen Grundlagen staatlicher Organisation. Berlin Brüssel 1916.
- Publikationen 1887–1927. Hartmann, Greifswald 1927, urn:nbn:de:gbv:9-g-5274026.
- Die Morphogenie der ältesten Wirbeltiere. G. Borntraeger, Berlin 1929.